# Кошицкий привилей

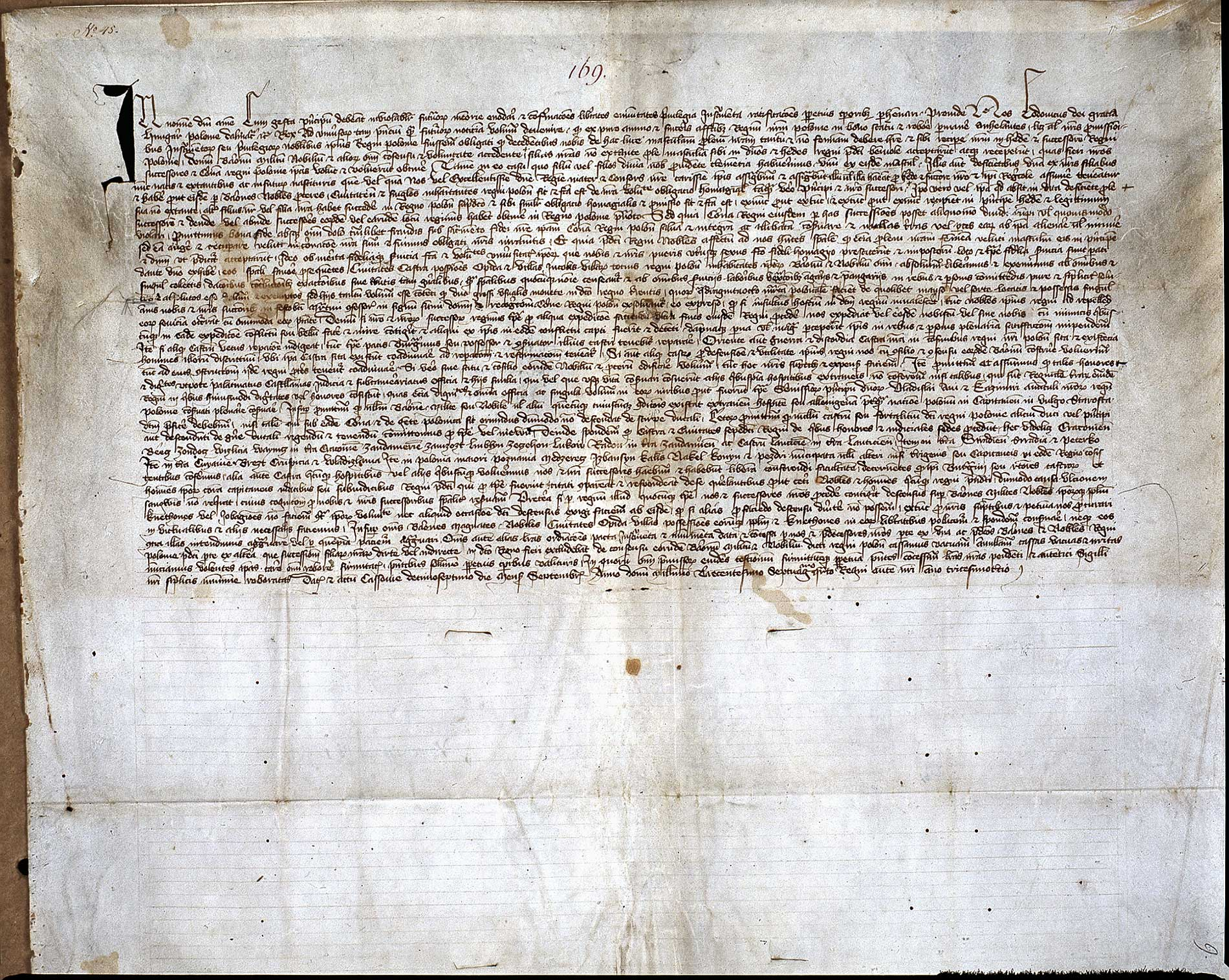
Кошицкий привилей

Ко́шицкий привиле́й (пол. Przywilej koszycki или przywilej generalny) — привилей (жалованная грамота) короля польского Людовика Венгерского от 17 сентября 1374 года, которой он предоставлял шляхте права и привилегии, которыми ранее пользовались лишь высшие светские и духовные феодалы. В обмен на это, одна из дочерей Людовика (Екатерина, Мария или Ядвига) должна была взойти на польский трон после его смерти.
Кошицкий привилей подписан после переговоров с представителями шляхты на съезде в Кошице.
Шляхта получила следующие привилегии:
- освобождение от дани, за исключением 2 грошей с одного поля и 4 грошей с монастырских владений;
- освобождение от обязанности строить или ремонтировать замки, за исключением военного времени;
- должности доставались только полякам;
- за сражения во время войны шляхта получала жалование солдат;
- освобождение от строительства мостов и городов;
- освобождение от обеспечения королевского двора в то время, когда он путешествовал по стране.